# Ra'anana
Ra'anana (hebrejsky רַעֲנָנָה, doslova „Svěží“, v oficiálním přepisu do angličtiny Ra'annana) je město v Centrálním distriktu Státu Izrael, sídlo Otevřené univerzity.

## Geografie
Leží v jižní části Šaronské planiny v nadmořské výšce 40 metrů. Na západním okraji města začíná vádí Nachal Rišpon, na severním okraji je to vádí Nachal Ra'anana. Je napojeno na souvislou aglomeraci Guš Dan v zázemí Tel Avivu. S městem sousedí na východě Kfar Saba a z jihozápadu Herzlija. Ra'anana byla označena jako město s nejvyšší kvalitou života v Izraeli a jako nejbezpečnější místo na Blízkém východě.
Ra'anana je na dopravní síť napojena soustavou četných silničních tahů. Jde zejména o dálnici číslo 4, která prochází přímo městem. Po jižním okraji Ra'anany byla trasována nová dálnice číslo 531 a podél ní i železniční trať Tel Aviv – Ra'anana. Jsou na ní zde železniční stanice Ra'anana ma'arav a železniční stanice Ra'anana darom (obě v provozu od roku 2018).

## Dějiny

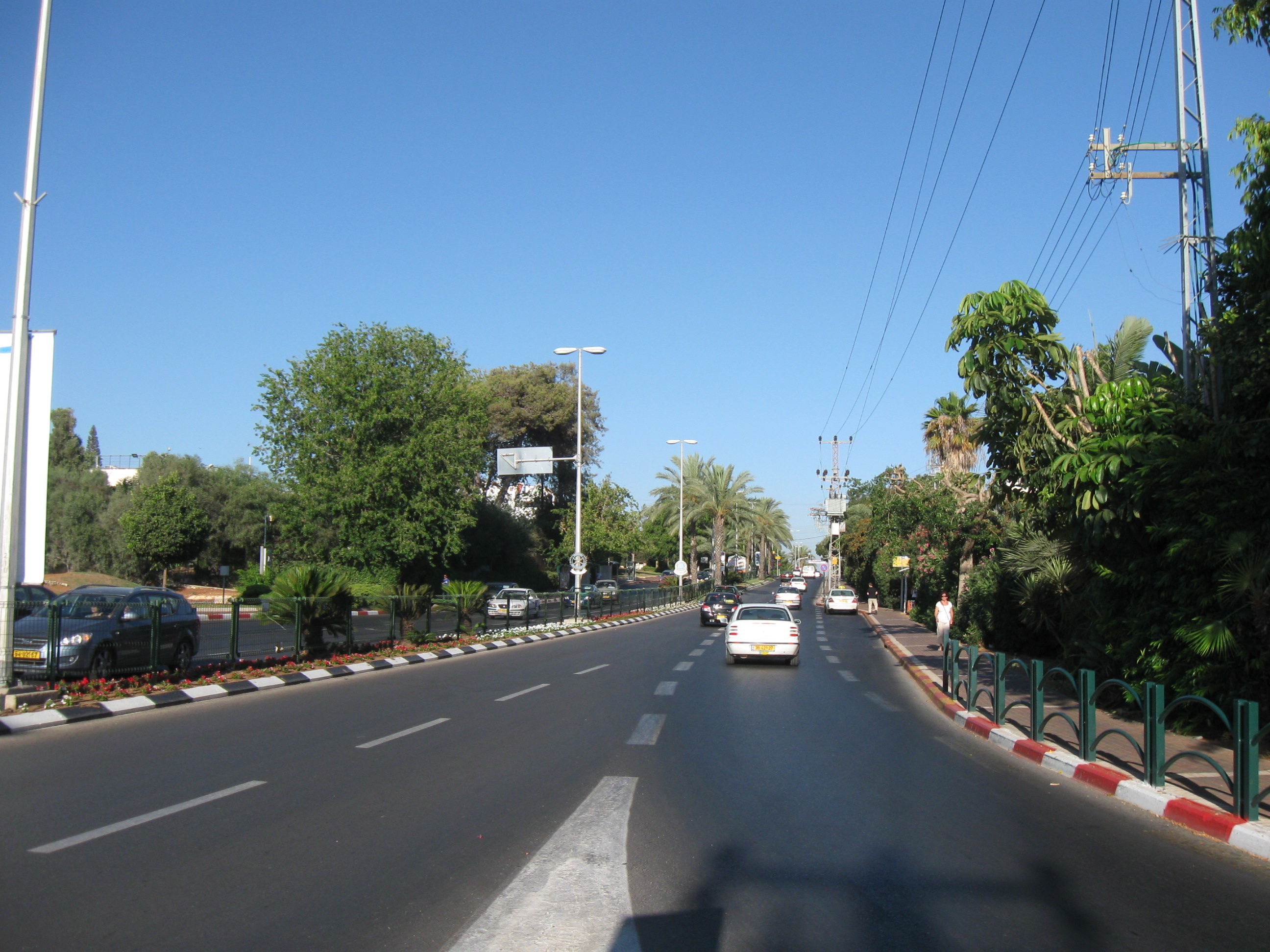
Ulice Rechov Achuza v centru Ra'anany

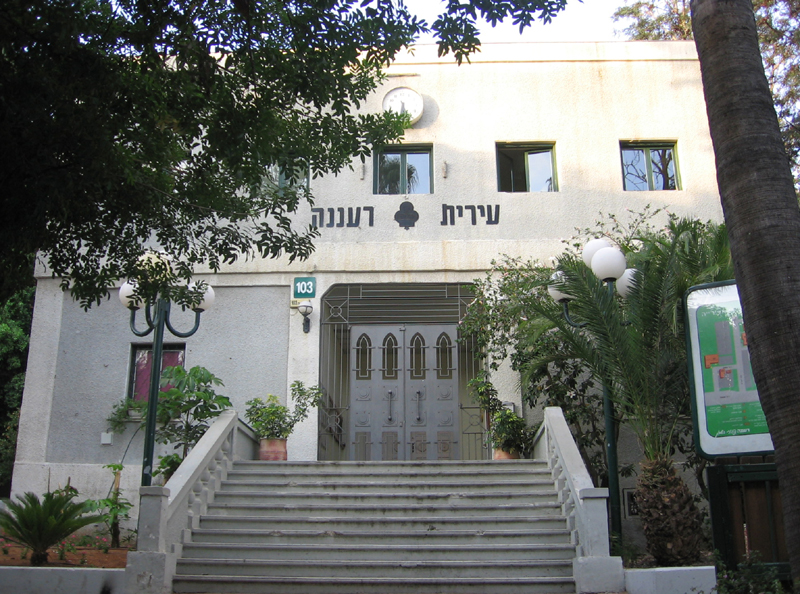
Budova radnice v Ra'ananě

Ra'anana byla založena roku 1921. Podle jiných zdrojů až roku 1922. Už v roce 1912 se v USA zformovala organizace Achuzat Alef New York (אחוזה א׳ – ניו-יורק), jejímž cílem bylo podpořit vystěhovalectví Židů do tehdejší turecké Palestiny, kteří tam měli zřídit zemědělskou osadu. První světová válka tyto plány zpozdila, ale počátkem 20. let byl záměr realizován. 2. dubna 1922 vyrazily z Tel Avivu dva povozy, které zamířily do této lokality. Osadnický předvoj sestával ze čtyř členů organizace Achuzat Alef, tří nájemních dělníků a dvou ozbrojených strážců. Po příjezdu na místo zde postavili první stan. Nová osada byla zpočátku nazvána Ra'ananija (רענניה), později bylo jméno upraveno do nynější podoby. Arabové z okolních vesnic ji mezi sebou nazývali Amrikija (podle amerického původu prvních obyvatel).
Původní zemědělská osada se pak rychle rozrůstala a v době války za nezávislost v roce 1948 měla již okolo 3000 obyvatel. V 2. polovině 20. století pak rychle nabývala městského charakteru. V roce 1982 byla dosavadní místní rada (malé město) povýšena na město.

## Demografie
Podle údajů z roku 2009 tvořili naprostou většinu obyvatel Židé – přibližně 67 000 osob (včetně statistické kategorie „ostatní“, která zahrnuje nearabské obyvatele židovského původu, ale bez formální příslušnosti k židovskému náboženství, přibližně 68 300 osob).
Jde o velkou obec městského typu s dlouhodobě mírně rostoucí populací. K 31. prosinci 2014 zde žilo 70 200 lidí.
| Rok  | Obyvatelé |
| ---- | --------- |
| 1948 | 5 912     |
| 1949 | 7 700     |
| 1950 | 7 800     |
| 1951 | 8 000     |
| 1952 | 9 000     |
| 1953 | 9 000     |
| 1954 | 9 000     |
| 1955 | 9 500     |
| 1956 | 10 000    |
| 1957 | 10 400    |
| 1958 | 10 400    |
| 1959 | 10 400    |

| Rok  | Obyvatelé |
| ---- | --------- |
| 1960 | 10 100    |
| 1961 | 9 940     |
| 1962 | 10 000    |
| 1963 | 10 100    |
| 1964 | 10 300    |
| 1965 | 11 000    |
| 1966 | 11 300    |
| 1967 | 11 600    |
| 1968 | 11 900    |
| 1969 | 12 300    |
| 1970 | 12 700    |
| 1971 | 13 600    |

| Rok  | Obyvatelé |
| ---- | --------- |
| 1972 | 14 900    |
| 1973 | 17 200    |
| 1974 | 18 600    |
| 1975 | 20 300    |
| 1976 | 22 300    |
| 1977 | 24 700    |
| 1978 | 27 300    |
| 1979 | 29 700    |
| 1980 | 32 300    |
| 1981 | 34 600    |
| 1982 | 37 200    |
| 1983 | 38 500    |

| Rok  | Obyvatelé |
| ---- | --------- |
| 1984 | 42 500    |
| 1985 | 44 500    |
| 1986 | 46 400    |
| 1987 | 48 000    |
| 1988 | 49 400    |
| 1989 | 50 900    |
| 1990 | 53 600    |
| 1991 | 55 300    |
| 1992 | 56 300    |
| 1993 | 56 900    |
| 1994 | 57 500    |
| 1995 | 57 123    |

| Rok  | Obyvatelé |
| ---- | --------- |
| 1996 | 58 395    |
| 1997 | 59 818    |
| 1998 | 61 722    |
| 1999 | 64 300    |
| 2000 | 65 859    |
| 2001 | 67 292    |
| 2002 | 68 900    |
| 2003 | 69 700    |
| 2004 | 70 500    |
| 2005 | 71 900    |
| 2006 | 72 800    |
| 2007 | 73 000    |

| Rok  | Obyvatelé |
| ---- | --------- |
| 2008 | 68 300    |
| 2009 | 68 300    |
| 2010 | 68 900    |
| 2011 | 69 100    |
| 2012 | 69 200    |
| 2013 | 69 300    |
| 2014 | 70 200    |
| 2015 | 70 800    |
| 2016 | 71 700    |
| 2017 | 72 800    |
| 2018 | 74 000    |

## Partnerská města

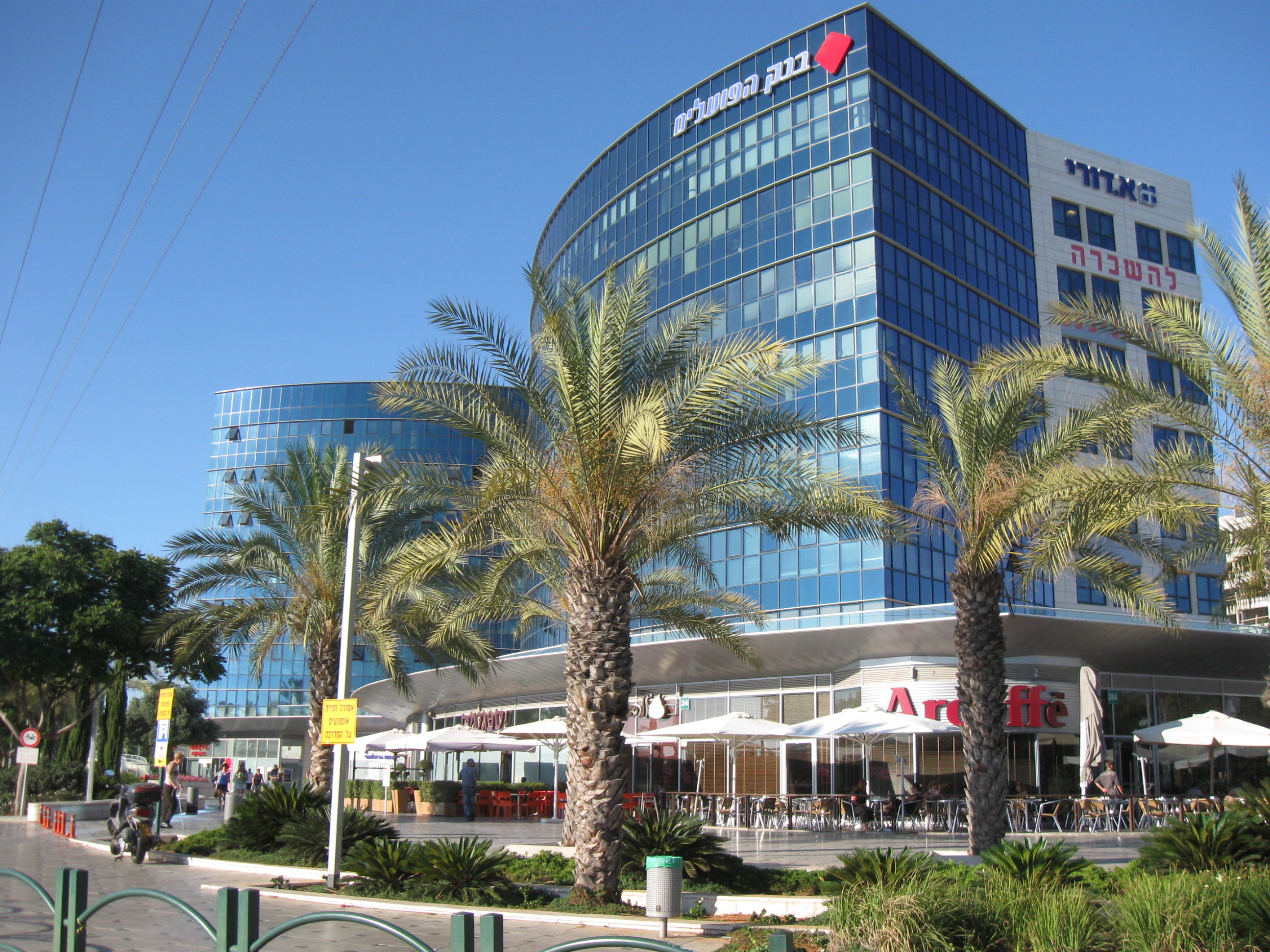
Moderní zástavba v Ra'ananě

- – Opsterland (Nizozemsko), od roku 1963[7]
- – Bramsche (Německo), od roku 1978
- – Boulogne-Billancourt (Francie), od roku 1994
- – Verona (Itálie), od roku 1998
- – Tchaj-nan (Tchaj-wan), od roku 1999
- – Atlanta (Spojené státy americké), od roku 2001
- – Goslar (Německo), od roku 2006